# 3-Amino-9-ethylcarbazol
3-Amino-9-ethylcarbazol (AEC) ist eine chemische Verbindung aus der Gruppe der Carbazole.

## Eigenschaften
3-Amino-9-ethylcarbazol wird in der Biochemie als chromogenes Substrat für eine Immunfärbung mit einer Meerrettichperoxidase verwendet und liefert nach Oxidation mit Wasserstoffperoxid einen roten, in Wasser unlöslichen, aber in Ethanol löslichen Farbstoff, z. B. bei einem Immunperoxidaseassay, beim Western Blot und in der Immunhistochemie.

## Regulierung
Über den Safe Drinking Water and Toxic Enforcement Act of 1986 besteht in Kalifornien seit 1. Juli 1989 eine Kennzeichnungspflicht für Produkte, die 3-Amino-9-ethylcarbazolhydrochlorid enthalten.